# Districte d'Hisar
El districte d'Hissar o Hisar és una divisió administrativa de l'estat d'Haryana a l'Índia, a la divisió d'Hisar. El districte té una superfície de 4.191 km² i una població (2001) d'1.230.000 habitants. La capital és la ciutat d'Hissar i altres poblacions destacades són Hansi, Uklana, Adampur Agroha i Barwala.

## Administració
Després de la separació del districte de Fatehabad va quedar format per quatre tehsils i tres subtehsils:
- Hisar
- Hansi
- Narnaund
- Adampu

Subtehsils:
- Barwala
- Uklana
- Bass

## Història
Les excavacions arqueològiques han posat en relleu que Hissar fou una de les regions més antigues de la cultura hindú; les troballes a tot el districte de restes hindús dins de tombes musulmanes proven que hi va haver una civilització vigorosa. Les principals troballes són a Hissar, Hansi, Fatahabad i Tosham; en aquesta darrera una inscripció commemora la victòria de Ghatotkacha, el segon rei conegut dels guptes (vers 305) i es creï que Hansi fou una fortalesa dels kushana.
Al segle viii fou assaltat pels rajputs tomar i després va caure sota domini dels chahuans. El 1036 Masud I ibn Mahmud de Gazni va ocupar Hansi però el 1043 fou reconquerida pel raja de Delhi, probablement un tomar vassall dels chahuans. Després de la derrota de Prithwi Raj per Muizz al-Din Muhammad de Ghor el 1193, els jats van assetjar Hansi però foren derrotats per Qutb-ad-Din Àybak. Hansi va esdevenir un feu de Delhi i els districtes de Delhi, Ajmer, Hansi, i Sirsa foren ocupats pels conqueridors musulmans si bé no consta l'establiment de cap govern regular i es va produir una certa anarquia fins que els jatu rajputs, derivació dels tomars, van posar orde.
El poder musulmà es va consolidar progressivament i vers el 1254 sota Nasr al-Din Mahmud Shah (1246-1266) el districte integrat per Hansi, Sirsa, Barwala i Jind fou assignat en feu a Ulugh Khan-i-Azam, que després fou l'emperador Balban. Va romandre sempre en mans de Delhi sota les diverses dinasties incloent els suri i els mogols. Sirsa o Sarsuti era al segle xiv una de les principals ciutats de l'alta Índia. Ciutats com Fatahabad i Hissar es van fundar el 1352 i 1356 per Firuz Shah Tughluk (1351-1388) i es van construir canals des del Ghaggar i el Jumna. El 1399 Tamerlà, després de conquerir Rhatner (Hanumangarh), va marxar pel districte a través de Sirsa, Fatahabad, Rajabpur, Ahruni i Tohana, ciutats suposadament prosperes on va fer molt de botí; els jats de Tohana foren expulsats cap als camps i la jungla.
El 1408 Hisar va caure en mans de rebels, però fou recuperada per l'exèrcit del sultà dirigit directament per Mahmud Shah III Tughluk. El 1411 la comarca d'Hansi va passar a mans de Sayyid Khidr Khan que després fou sultà a Delhi (1414-1421) iniciant la dinastia Sayyid. El 1420 el feu d'Hisar fou donat a Mahmud Hassan en recompensa per serveis fets a la corona. Durant el feble domini dels Lodis (1451-1526) Hisar i part d'Haryana van ser donats en feu a Muhabbat Khan per Bahlul Shah Lodi (1451-1489).
Baber va envair Índia el 1524 i Hissar era un centre estratègic dels Lodis. Baber va arribar al Ghaggar (abans de la batalla de Panipat del 1526) i va saber que les forces d'Hisar sota comandament de Hamid Khan, avançaven contra ell; va enviar llavors contra Hamid al príncep Humayun que el va derrotar, i Baber va entrar a Hisar que va donar a Humayun com a recompesa pel seu èxit. Humayun fou després emperador (1530-1540) però fou derrocat pels Suri recuperant el tron el 1555 (fins a la seva mort el 1556). En el seu primer regnat una mesquita anomanada Jama Masjid fou construïda a Hissar per Amir Muhammad (1535). Sota Akbar el Gran (1556-1605) Hisar va restar ciutat important i fou centre d'un sirkar (o sarkar); alguns prínceps mogols que la van governar foren després emperadors.
Després del domini mogol en començar el segle xviii la regió estava dominada per tribus d'origen rajput convertides a l'islam, els johiyes entorn de Bhatner (Hanumangarh) i els bhattis, a les zones de Rania, Sirsa i Fatahabad (per això la part occidental del districte fou coneguda com a Bhattiana). Els annals de Bikaner parlen de les contínues lluites entre els rajputs hindús de Bikaner i el johiyes i bhattis musulmans, especialment pel domini de Bhatner i de vegades també per Sirsa. També les cròniques de Patiala parlen de les expedicions i contraatacs entre els sikhs jats i els bhattis. A la mort d'Aurangzeb el 1707 apareix com a nazim del sarkar d'Hisar, Nawwab Shah Dad Khan, un paixtu de Kasur que va governar de 1707 a 1737, i sota el qual la regió va prosperar; el 1737 es va imposar el domini del nawab de Farrukhnagar fins al 1761. El 1739 Nadir Shah de Pèrsia va devastar la regió.
Amb l'enfonsament del poder mogol, el districte fou escenari de la lluita entre bhattis i sikhs amb intervenció del poder imperial. El 1731 Ala Singh, fundador de l'estat de Patiala va iniciar la lluita contra els caps bhattis de Bhatner i Fatahbad que li va ocupar tota la seva vida; els bhattis, tot i el suport imperial, foren derrotats el 1754 i 1757 i Hissar fou saquejada aquest darrer any, mentre Tohana ho fou el 1761. En aquest any el cap bhatti Nawab Amin Khan de Rania, fou nomenat nazim d'Hissar però no fou afortunat i el 1774 Amar Singh el successor d'Ala Singh a Patiala, s'havia apoderat de tot el territori d'Hansi, Sirsa i Hissar. A la mort d'Amar Singh el 1781, es va arribar a un acord pel qual Hissar, Hansi, Tosham, Rohtak, i Maham foren assignades a l'emperador, Sirsa i Fatahabad als bhattis i la resta de les seves conquestes als sikhs.
Però la gran fam de 1783 va devastar el districte i va obligar els sikhs a retirar-se cap al seu país. Els territoris així abandonats van caure en mans de senyors locals i finalment en mans de l'aventurer irlandès George Thomas que fou independent a Hansi entre 1795 i 1802 fins a ser derrotat pel general francès Perron al servei de Sindhia de Gwalior, que per un temps (uns dos anys) va dominar la regió, la qual va haver de cedir el 1803 als britànics després de ser derrotat a la Primera Guerra Maratha.
Els britànics van establir una posició militar a Hansi però no van poder dominar el país directament i van deixar el poder al nazims locals. El 1810 dos caps bhattis es van declarar independents i el mateix 1810 els britànics van fer una expedició per posar fi a les seves expedicions dels caps bhattis i llavors se'n van fer càrrec efectivament. Fatahabad fou annexionada i el cap bhatti Khan Bahadur Khan va haver de fugir; una segona expedició el 1818 va derrotar l'altre cap, Zabita Khan, i va assegurar la resta del territori dominat pels bhattis, especialment Sirsa. Un acord amb el raja de Patiala per garantir la frontera va suposar la cessió al raja de 150 pobles.
El 1820 la major part del que fou el districte d'Hisar fou incorporat al Districte Occidental del territori imperial de Delhi però com que els britànics no en tenien cura, els sikhs se'n van aprofitar i van enviar una sèrie de colons al darrere del Ghaggar; aquestes colonitzacions irregulars van seguir fins al 1837. Llavors el govern britànic va fer un tractat amb Patiala i va refermar la seva sobirania sobre el territori reassolint el seu domini directe junt amb la vall del Ghaggar, formant amb part dels territoris un districte separat amb el nom de Bhattiana incloent el tahsil de Sirsa, i la resta va formar el districte d'Hissar. Posteriorment es van afegir alguns territoris amb estat natius confiscats, el 1844, 1847 i 1855.
En el motí del 1857 les tropes natives d'Hansi foren de les primeres a revoltar-se seguides de les d'Hissar i de Sirsa; els europeus que no van fugir foren assassinats. Hissar i Sirsa van quedar sota domini rebel. Els ranghars i pachhades d'Hissar i els bhattis de Sirsa van seguir la població musulmana revoltada. Però ja abans de la reconquesta de Delhi una força de reclutes del Panjab, amb contingents de Patiala i Bikaner, dirigits tots pel general Van Cortlandt, va derrotar els rebels. El 1858 els districtes d'Hissar i Bhattiana foren transferits de les Províncies del Nord-oest o Agra a la província del Panjab. Bhattiana va agafar el nom de districte de Sirsa; el 1884 d'aquest districte en foren segregats el tahsil de Sirsa i 126 pobles del tahsil de Dabwali que foren agregats a Hissar (com també més tard el tahsil de Bhiwani), mentre Fazilka i els restants 31 pobles de Dabwali foren units al districte de Ferozepore o Firuzpur i el districte de Sirsa va desaparèixer. La comarca de Budhlada fou transferida de Karnal a Hissar el 1889. El 1904 dos pobles del districte foren transferits al principat de Bikaner, que va cedir alguns pobles que governava al Dècan (a més va rebre 25.000 rúpies). Així Hisar va quedar amb 8 ciutats i 964 pobles. La seva població era:
- 1881: 672.569
- 1891: 776.006
- 1901: 781.717

Administrativament estava dividit en cinc tehsils:
- Hissar
- Hansi
- Bhiwani
- Fatahabad
- Sirsa

Hi havia també dos subtahsils: Dawali (a Sirsa) i Tohana (a Fatahabad). El tahsil d'Hissar mesurava 2098 km² i tenia una població el 1901 de 128.783 habitants amb 134 pobles; la capital del tahsil i el districte era Hissar (17.647 habitants).
Les ciutats de Bhiwani, Hansi, Hissar i Sirsa, eren municipalitats, i Fatahabad, Tohana i Budhlada àrees notificades. La població era de majoria hindú (544.000 contra 202.000 musulmans i 28.600 sikhs). La llengua principal era el hariani, el bangru i el deswali al sud, el panjabi al nord i el bagri (similar al hariani) al sud-est. Les tribus principals eren els jats (195.000, un 25%) dividits en deswali jats, bagri jats, sikh jats i jats musulmans (dins del grup anomenats pachhades) seguits dels rajputs (70.000, 3/4 musulmans) amb els clans tomar o tonwar, jatu, bhatti, wattu, johiya, chauhans i rathors. Hi havia també un gran nombre de castes hindús.
Les fams principals que van afectar el districte foren les de 1782-1783 (ja esmentada), 1896-1897 i 1899-1900. Com a altres districtes l'administració corresponia a un subcomissionat assistit per tres ajudants de subcomissionat, un dels quals governava el tahsil o subdivisió de Sirsa. Cada tehsil tenia un tahsildar al front assitit per un naib tahsildar; dos naibs tahsildars governaven els dos subtahsils.
Forma part del Panjab, on va formar una divisió (divisió d'Hissar) amb tres districtes; després fou un dels districtes de la divisió de Delhi dins el Panjab i el 1901 el districte tenia una superfície de 13.512 km². Era un territori pla excepte alguna derivació del Aravalli, destacant el turó Tosham amb 250 metres. L'únic riu és el Ghaggar dividit en dues branques: Ghaggar i Johiya després reunides. La major part del districte es considerava part de la regió d'Haryana amb capital històrica a Hansi.
El 1966 el districte fou reorganitzat i una part transferit al districte de Jind de nova creació. Els tehsils de Bhiwani i Loharu van formar el nucli del nou districte de Bhiwani, segregat el 1974. Posteriorment, l'1 de setembre de 1975, en fou segregat el districte de Sirsa i últimament el districte de Fatehabad.